# Millennium Monsterwork 2000
Millennium Monsterwork 2000 är ett musikalbum av Fantômas och Melvins som släpptes 2002 på skivbolaget Ipecac. Albumet spelades in under en konsert på "Slim's", San Francisco, Kalifornien nyårsafton, år 2000.

## Låtförteckning
1. "Good Morning Slaves" ("Page 27", Patton) – 1:47
2. "Night Goat" (Melvins) – 5:07
3. "The Omen (Ave Satani)" (Jerry Goldsmith) – 1:58
4. "Cholo Charlie" ("Page 3", Patton) – 1:03
5. "White Men Are The Vermin Of The Earth" – 1:01
6. "Terpulative Guns & Drugs" ("Page 28", Patton) – 2:45
7. "Ol' Black Stooges" (Crover/Osborne) – 2:34
8. "Ripping Chicken Meat" ("Page 1", Patton) – 1:51
9. "The Bit" (Crover) – 5:55
10. "Musthing With The Phunts" ("Page 29", Patton) – 1:00
11. "Me And The Flamer" ("Page 14", Patton) – 4:03
12. "She's A Puker" ("Page 6", Patton) – 1:08
13. "The Turkey Doctor" ("Page 10", Patton) – 1:05
14. "Hooch" (Melvins) – 1:21
15. "Mombius Hibachi" (Melvins) – 1:30
16. "Liquorton Gooksburg" ("Page 23", Patton) – 0:46
17. "Skin Horse" (Osborne) – 3:35
18. "Cape Fear" (Bernard Herrmann) – 1:51

## Medverkande
Musiker (Fantômas/Melvins)
- Trevor Dunn – basgitarr
- King Buzzo – gitarr, sång
- Dave Lombardo – trummor
- Mike Patton – sång, sampling, elektronik
- Dale Crover – trummor, sång
- Kevin Rutmanis – basgitarr
- Dave Stone – gitarr, elektronik

Produktion
- Vincent De Franco – producent, ljudtekniker
- Vinny Palese – ljudtekniker (live)
- John Goldon – mastering
- Randy Hawkins – ljud (live)
- Mackie Osborne – omslagskonst